# Heart over Mind
Heart over Mind (englisch für „Herz über Kopf“) ist das dritte Studioalbum der US-amerikanischen Rock- und Pop-Sängerin Jennifer Rush. Es erschien am 13. Februar 1987 über das Label CBS Records und zählt mit mehr als einer Million verkauften Exemplaren zu den meistverkauften Musikalben in Deutschland.

## Produktion und Gastbeiträge
Heart over Mind wurde von den Musikproduzenten Harold Faltermeyer, Desmond Child, Bruce Roberts, Andy Goldmark und Gus Dudgeon produziert. Sie fungierten teilweise neben Jennifer Rush und den Songwritern Ellen Shipley, Morrie Brown, Taylor Rhodes, Tom Deluca, Tom Whitlock, Rick Nowels, Michael Bolton und Mark Radice auch als Autoren der Lieder. Der einzige Gastauftritt des Albums stammt von dem britischen Sänger Elton John, der auf Flames of Paradise zu hören ist.

## Covergestaltung
Das Albumcover zeigt Jennifer Rush, die in Schwarz gekleidet ist und rote Handschuhe trägt, wobei sie sich eine Hand vor den Mund hält und den Betrachter anblickt. Rechts oben im Bild befinden sich die Schriftzüge Jennifer Rush in Rot und Heart over Mind in Schwarz. Der Hintergrund ist grau gehalten.

## Titelliste
| #  | Titel                               | Länge |
| -- | ----------------------------------- | ----- |
| 1  | I Come Undone                       | 4:06  |
| 2  | Down to You                         | 4:30  |
| 3  | Heart over Mind                     | 4:10  |
| 4  | Search the Sky                      | 4:39  |
| 5  | Flames of Paradise (mit Elton John) | 4:42  |
| 6  | Love of a Stranger                  | 4:02  |
| 7  | Heart Wars                          | 3:17  |
| 8  | Stronghold                          | 4:23  |
| 9  | Sidekick                            | 4:09  |
| 10 | Call My Name                        | 4:13  |

## Kommerzieller Erfolg

### Chartplatzierungen und Singles
Heart over Mind stieg am 2. März 1987 auf Platz zwölf in die deutschen Albumcharts ein und erreichte eine Woche später die Chartspitze, an der es sich neun Wochen lang hielt. Insgesamt konnte es sich 53 Wochen in den Top 100 halten, davon 30 Wochen in den Top 10. Auch in der Schweiz belegte das Album Rang eins. Weitere Top-10-Platzierungen erreichte es unter anderem in Schweden, Norwegen und Österreich. Zudem gelang erstmals der Einstieg in die US-amerikanischen Albumcharts auf Position 118. In den deutschen Jahrescharts 1987 belegte Heart over Mind Platz zwei.
| ChartsChartplatzierungen       | Höchstplatzierung | Wochen |
| ------------------------------ | ----------------- | ------ |
| Deutschland (GfK)              | 1 (53 Wo.)        | 53     |
| Österreich (Ö3)                | 9 (26 Wo.)        | 26     |
| Schweiz (IFPI)                 | 1 (34 Wo.)        | 34     |
| Vereinigte Staaten (Billboard) | 118 (10 Wo.)      | 10     |
| Vereinigtes Königreich (OCC)   | 48 (3 Wo.)        | 3      |

| ChartsJahrescharts (1987) | Platzierung |
| ------------------------- | ----------- |
| Deutschland (GfK)         | 2           |
| Österreich (Ö3)           | 20          |
| Schweiz (IFPI)            | 2           |

Als erste Single des Albums erschien im Februar 1987 der Song I Come Undone, der Platz elf der deutschen Charts erreichte. Die zweite Auskopplung Flames of Paradise wurde am 1. Mai 1987 veröffentlicht und belegte Rang acht in Deutschland. Als dritte Single erschien im September 1987 das Lied Heart over Mind, das sich auf Position 25 der deutschen Charts platzieren konnte.

### Auszeichnungen für Musikverkäufe
Heart over Mind wurde im Jahr 1989 in Deutschland für mehr als eine Million verkaufte Einheiten mit einer doppelten Platin-Schallplatte ausgezeichnet, womit es zu den meistverkauften Musikalben des Landes gehört.
| Land/Region        | Auszeichnungen für Musikverkäufe (Land/Region, Auszeichnung, Verkäufe) | Verkäufe  |
| ------------------ | ---------------------------------------------------------------------- | --------- |
| Deutschland (BVMI) | 2× Platin                                                              | 1.000.000 |
| Kanada (MC)        | Gold                                                                   | 50.000    |
| Schweden (IFPI)    | Platin                                                                 | 100.000   |
| Schweiz (IFPI)     | Platin                                                                 | 50.000    |
| Insgesamt          | 1× Gold · 4× Platin ·                                                  | 1.200.000 |